# 米屈肼
米屈肼（Meldonium，亦有譯作米曲肼，商品名為Mildronate，又名MET-88、Mildronāts、Quaterine）或按其化學名稱縮寫作THP，一種受管制藥物，目前主要由位於拉脫維亞的Grindeks公司及另外數家替代藥物生產商所生產。現時這種藥物在東歐國家用作抗缺血藥物。
從2016年1月1日起，本藥被世界反運動禁藥機構（WADA）列為運動比賽的禁藥，因為米屈肼被認為是左旋肉鹼的先導物質，具有提升服用者的體能耐久度的效果。然而，目前已知有運動員在此藥被列為禁藥之前就已在使用。

## 醫療用途
米屈肼在臨床上用於治療心絞痛（angina）和心肌梗塞（英語：myocardial infarction）等冠狀動脈疾病(英語：Coronary artery disease, CAD)。
米屈肼的功效的首次臨床試驗在2005年進行，當時米屈肼與賴諾普利（lisinopril，一種血管僅肽I轉化酶抑制劑）一起使用，以治療慢性心臟衰竭。這次測試的結論是米屈肼與賴諾普利一併使用可改善生活質素、運動耐力，及慢性心臟衰竭患者的末梢循環機制。2008年的進一步研究報告認為，米曲肼和賴諾普利的併用可以改善慢性心臟衰竭患者的頸動脈壓力感受器反射(Baroreceptor)機制。2010年2月，一次進一步的臨床試驗、測試心絞痛患者對於米曲肼與標準運動耐受療法(Exercise intolerance)的併合療法下之效能及安全性(Pharmacovigilance)，結果認為候選藥物可以顯著地改善穩定型心绞痛患者的運動耐受力(Exercise intolerance)。
中國陝西西安第四軍醫大學的研究小組於2013年8月完成II期的臨床試驗，有227位患者參與。這次試驗是有關於米屈肼對於急性缺血性中風的療效、及藥物警戒性(Pharmacovigilance)方面的運作機能。得出的結論認為米屈肼作為桂哌齊特(Cinepazide)的注射劑是有效的及安全的。

### 使用許可
截至2016年3月，儘管本藥已在東歐廣泛使用，但在美國尚未被美國食品药藥品監督管理局(FDA)許可。

### 上市劑型

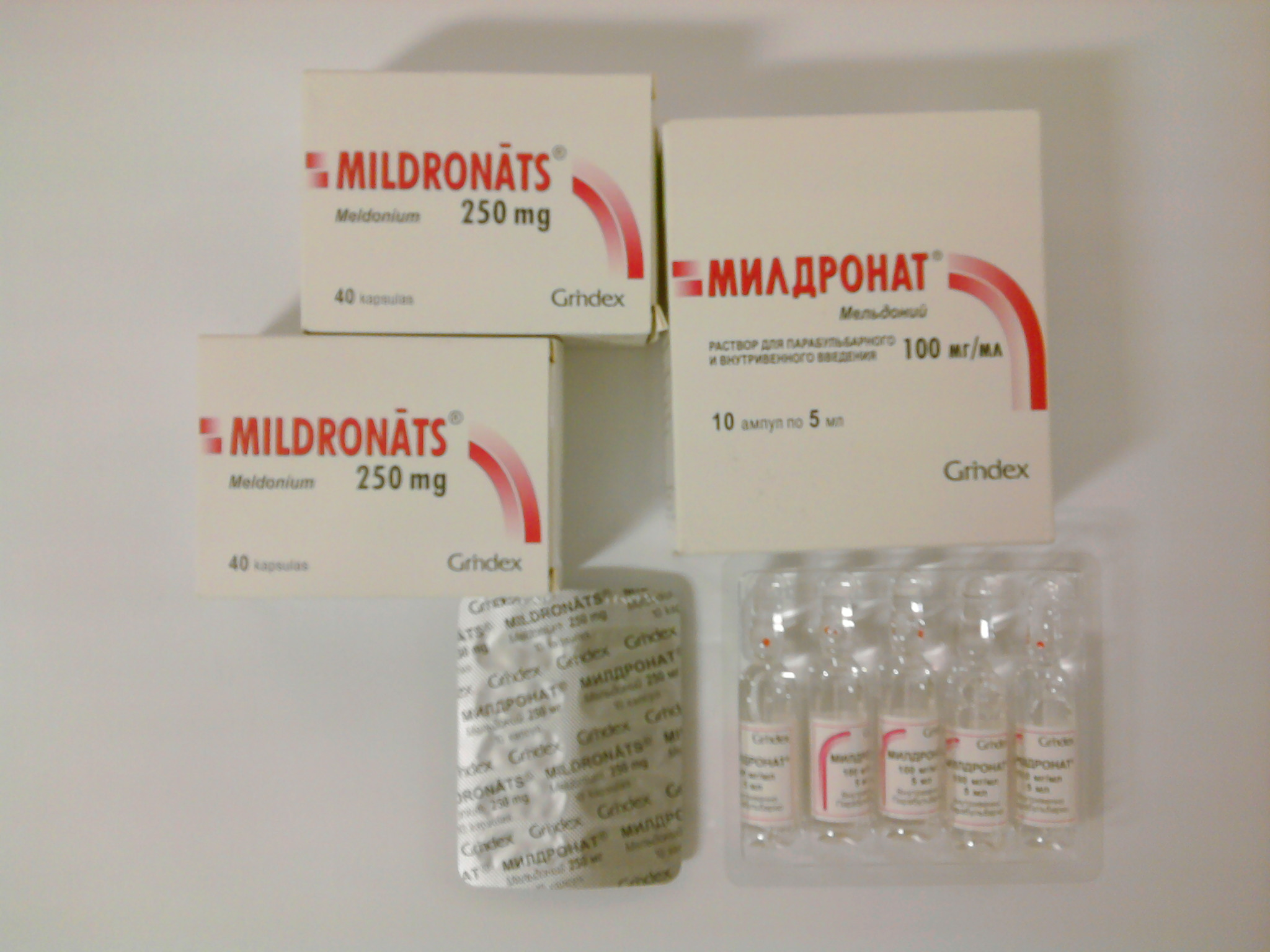
包裝顯示出250mg的膠囊劑及10%/5mL的注射劑

米屈肼的服用劑型、以250毫克及500毫克的膠囊劑包裝；注射劑型、則為含有10％劑量溶液的注射劑。

## 物理和化學性質
米屈肼的化學名稱為「3-(2,2,2-trimethylhydraziniumyl)propionate」，即「3-(2,2,2-三甲基肼基)丙酸酯」。其化學結構類似於γ-丁基甜菜碱化合物，所分別的只是在γ-丁基甜菜碱的第四個碳亞甲基以氨基來替換。
γ-丁基甜菜碱是肉鹼合成的前驅。
於1970年代中期由當時為前蘇聯占領的拉脫維亞的拉脫維亞蘇維埃社會主義共和國科學院（即今日拉脫維亞有機合成研究所的前身）科學家Ivars Kalviņš於1970年研製。

## 延伸閱讀
- Rose, N.R.; McDonough, M.A.; King, O.N.; Kawamura, A. & Schofield, C.J.  (print, online review). Chemical Society Reviews. 2011, 40 (8; August): 4364–4397  [9 March 2011]. PMID 21390379. doi:10.1039/c0cs00203h. （原始内容存档于2020-08-04）.
- Kalvinsh; Ivars (Ikshkile, LV), Birmans; Anatolijs: Meldonium salts, method of their preparation and pharmaceutical composition on their basis （页面存档备份，存于）